# Jalhalli, Devadurga
Jalhalli là một làng thuộc tehsil Devadurga, huyện Raichur, bang Karnataka, Ấn Độ.